# 아르헨티나 아우스트랄
아우스트랄(스페인어: austral)은 1985년 6월 15일부터 1991년 12월 31일까지 통용된 아르헨티나의 통화이다. 1 아우스트랄은 100 센타보(centavos)에 해당된다.
1985년 6월 15일 페소를 대체하기 위한 차원에서 도입되었으며 페소와의 교환 비율은 1 아우스트랄 = 1,000 페소였다. 1992년 1월 1일을 기해 10,000 아우스트랄레스 = 1 페소 비율의 화폐 개혁이 시행되면서 폐지되었다.

## 같이 보기
- 잃어버린 10년 (라틴아메리카)